# Yelandran Sadhishkumar
Yelandran Sadhishkumar ist sri-lankischer Fußballspieler.
Er spielt auf der Position des Torwarts und ist Mitglied der sri-lankischen Fußballnationalmannschaft. Für diese absolvierte er im Jahr 2009 drei Länderspiele. Er gehörte zum Aufgebot Sri Lankas bei der Südasienmeisterschaft 2009 und kam hier unter anderem im Gruppenspiel gegen Bangladesch und bei der 1:5 Halbfinal-Niederlage gegen die Auswahl der Malediven zum Einsatz.